# Quint Bebi
Quint Bebi (en llatí Quinctus Baebius) va ser un magistrat romà. Formava part de la gens Bèbia, una antiga família romana d'origen plebeu.
Va ser tribú de la plebs l'any 200 aC, i va intentar convèncer el poble de no fer la guerra contra el rei Filip V de Macedònia. Al senat es va oposar a la guerra, però va ser acusat pels senadors de les famílies patrícies amb discursos violents.